# 誰だ
『誰だ』（だれだ）は、ニッポン放送で2013年4月7日から7月29日まで放送されていたトーク番組である。

## 番組概要
各界の「トークの名人」がラジオパーソナリティに挑戦する番組。『オールナイトニッポンR』 プロデューサーズナイトや『オールナイトニッポン クリエイターズナイト』の同種番組。
7月29日を最後に放送はなく、10月6日からは同時間帯に『開局60周年記念番組 NEXT STAGEへの提言』を編成するため、自然消滅の形となった（この間にもナイター中継がなかった週が9月に2回あったが、いずれも単発特別番組に充当された）。

## 放送時間
- 日曜 19:00 - 20:00

## 出演者

### アシスタント
- 新保友映（当時：ニッポン放送アナウンサー）

### パーソナリティー
日替わりで担当
- 4月7日：野田宜成（経営コンサルタント）
- 4月14日：栗山圭介（ライター）
- 5月5日：岡崎武志（古本ライター）
- 5月12日：松江哲明（ドキュメンタリー映画監督）
- 6月2日：福嶋麻衣子（もふくちゃん）
- 6月9日：水野仁輔（当時：東京カリ〜番長）
- 6月23日：サンジーヴ・スィンハ（インド人実業家）
- 6月30日：藤村正憲（当時：マレーシア・ジョホールバル在住の国際自由人）
- 7月7日：九龍ジョー（ライター・編集者）
- 7月21日：坂口恭平（作家・建築家）
- 7月29日：モハメド・オマル・アブディ（全盲の在日スーダン人）